# 巨砲丈士
巨砲 丈士（おおづつ たけし、1956年4月18日 - ）は、三重県四日市市出身で大鵬部屋（入門時は二所ノ関部屋）所属の元大相撲力士。本名は松本 隆年（まつもと たかとし）。最高位は東関脇。身長183cm、体重148kg。得意手は右四つ、寄り、上手出し投げ。時津風部屋所属の元十両筆頭・劍龍は父で、全日本選抜柔道体重別選手権大会で2度優勝するなど柔道選手として活躍した松本宣子は妹。歴代横綱13人との対戦は大相撲史上2位の記録。

## 来歴
中学時代は野球と空手を行い、野球の腕前は東邦高校から勧誘が来るほどのものであった。相撲には興味が無かったが大鵬の元兄弟子が近くに引っ越してきてその娘が松本と同級生になり、 そこから内弟子探しに奔走していた大鵬に連絡が渡って大鵬から松本へ電話がかかった。松本は大鵬から会うよう頼まれた末に根負けし、1971年3月に大阪で大鵬と初めて対面する。松本は大鵬と相撲を取ったが大鵬が手加減してあっさり押し出されたことですっかりその気になって入門を望むようになる。1971年（昭和46年）5月場所、横綱・大鵬の内弟子として二所ノ関部屋から初土俵を踏んだ。入門して初めて父親が元力士であることを知った。1971年（昭和46年）12月に大鵬が二所ノ関部屋から分家独立したことにより、大鵬部屋へ移籍した。1977年（昭和52年）7月場所、満山（のち嗣子鵬）と共に新十両となり大鵬部屋初の関取として話題となった。
1979年（昭和54年）3月場所で新入幕を果たし、大鵬部屋第1号の幕内力士となった。その後も相撲巧者ぶりを見せて、1980年（昭和55年）3月場所で新小結、1981年（昭和56年）5月場所で関脇に昇進した。足腰の良さと腰の重さを生かし大物食いとしても知られ、大関候補と目された時期もあったが、良い格好になりながら勝ち身が遅く、善戦止まりで爆発力に欠ける一面があった。 金星は第54代横綱輪島から第59代横綱隆の里までの計6横綱（輪島、北の湖、若乃花、三重ノ海、千代の富士、隆の里）から10個を獲得し、1984年（昭和59年）9月場所には6日目千代の富士・7日目隆の里と2日連続の金星獲得を遂げた。若乃花とは金星4個を含め6勝7敗とほぼ五分の対戦成績で渡り合った。
1979年5月場所は10勝し敢闘賞、9月場所は若乃花と三重ノ海に勝ちダブル金星。1980年5月場所は輪島に勝ち3個目の金星。1981年3月場所は北の湖に勝ち11勝し技能賞、9月場所はまたも北の湖に勝ち5個目の金星で殊勲賞。1982年1月場所は1横綱1大関に勝ち6個目の金星。1984年9月場所は2横綱2大関に勝ち2回目のダブル金星。1986年3月場所は1横綱1大関に勝ち10個目の金星。
金星を獲得した8場所では、中々大勝ち出来ず勝ち越したのも3場所だけだったので、意外にも三賞獲得は少なかった。秋場所と相性が良く、1979年～1984年の6年で5回三賞か金星を獲得している。
関脇には3場所しか在位できず、大関昇進の夢は果たせなかったが、丈夫で長持ちの代表的な力士として幕内連続在位78場所（幕内では休場は1回もなかった）、幕内連続出場1170回を数えた。1991年（平成3年）5月場所には幕内連続在位10年以上を評価されて太寿山忠明と共に理事長特別表彰を受けた。1992年（平成4年）1月場所、幕尻前頭15枚目で4勝11敗と大敗し十両へ陥落（この場所の千秋楽の舞の海戦では、相手のお株を奪う立合いの八艘飛びで勝利した）。以降も幕内復帰を目指し出場し続けたが負け越しが続き、十両在位のまま1992年（平成4年）5月場所を最後に36歳で引退した。
現役時代の一番の思い出の取組として1981年（昭和56年）11月場所千秋楽の隆の里戦を挙げた。取組中にもみ合った際に瞼の上を切って出血し、その状態のまま巨砲が頭を付ける体勢を取ったため、隆の里も返り血を浴びて胸が真っ赤に染まっていた。2分近い取組で巨砲が敗れたものの、雑誌『相撲』1981年12月号ではこの一番を「プロレスを見ているよう」と評した。
対千代の富士戦は5勝37敗（うち金星2、不戦勝1）であったが、合計42回の対戦は、北天佑の47回、朝潮の46回に次ぎ、最高位が関脇以下の力士としては最多である。千代の富士の横綱昇進後に限っても33回対戦しており、横綱と顔が合う上位で息の長い活躍を続けたことを示している。
引退後は、大鵬所有の年寄・大嶽を借り、さらに朝日山（元大関・大受）所有の楯山を借りて、大鵬部屋（貴闘力継承後は大嶽部屋）の部屋付き親方として後進の指導に当たっていた。協会内では委員まで昇格していたが、2003年（平成15年）から借株の年寄は主任以上にはなれないとされたため、平年寄に降格した。
以降、平年寄のままであったが、2008年（平成20年）9月場所千秋楽、玉春日の引退に伴って楯山の年寄株を譲り、日本相撲協会を退職した。
2010年（平成22年）まで横浜市西区でレストラン「Bistro Lyon 巨砲」、同南区で和風居酒屋「あんぽんたん」を、それぞれ経営していた。ところがこの時期、野球賭博など相撲関連の不祥事が相次いで発覚したことにより、現役時代の四股名「元関脇・巨砲丈士」名義でコメンテーターとしてワイドショー番組に時折出演していたため、店でもファンから同じことばかり聞かれたことに嫌気が差し、経営自体は赤字ではなかったにもかかわらず閉店してしまった。
現在、内閣府認証特定非営利活動法人日本あおいの会専務理事。
子供は横浜市立宮谷小学校の出身であり、2012年から横浜市西区に住んでいる14代山分が同じ地域に住んでいる縁で児童との交流イベントを引き継いだ。

## 主な成績
- 通算成績：753勝809敗18休 勝率.482
- 幕内成績：533勝637敗 勝率.456
- 現役在位：127場所
- 幕内在位：78場所
- 三役在位：11場所（関脇3場所、小結8場所）
- 幕内連続在位：78場所（歴代3位）
- 幕内連続出場：1170回（歴代2位）
- 三賞：4回
  - 殊勲賞：2回（1981年9月場所、1983年9月場所）
  - 敢闘賞：1回（1979年5月場所）
  - 技能賞：1回（1981年3月場所）
- 金星：10個（2代目若乃花4個、三重ノ海1個、輪島1個、北の湖1個、千代の富士2個、隆の里1個）
- 各段優勝
  - 十両優勝：1回（1978年9月場所）

### 場所別成績
| | 一月場所 初場所（東京） | 三月場所 春場所（大阪） | 五月場所 夏場所（東京）  | 七月場所 名古屋場所（愛知） | 九月場所 秋場所（東京） | 十一月場所 九州場所（福岡） |
| --- | ----------------------- | ----------------------- | ------------------------ | --------------------------- | ----------------------- | --------------------------- |
| 1971年 （昭和46年） | x                       | x                       | （前相撲）               | 東序ノ口6枚目 4–3           | 東序二段68枚目 4–3      | 東序二段42枚目 3–1          |
| 1972年 （昭和47年） | 東序二段4枚目 0–3       | 東序二段38枚目 –        | 東序二段38枚目 4–3       | 西序二段15枚目 3–4          | 東序二段24枚目 5–2      | 東三段目72枚目 5–2          |
| 1973年 （昭和48年） | 東三段目35枚目 3–4      | 東三段目45枚目 3–4      | 東三段目54枚目 6–1       | 西三段目17枚目 4–3          | 西三段目5枚目 3–4       | 西三段目20枚目 4–3          |
| 1974年 （昭和49年） | 東三段目8枚目 3–4       | 西三段目18枚目 6–1      | 東幕下48枚目 4–3         | 西幕下43枚目 4–3            | 東幕下36枚目 4–3        | 西幕下28枚目 2–5            |
| 1975年 （昭和50年） | 西幕下51枚目 2–5        | 西三段目13枚目 4–3      | 西三段目3枚目 5–2        | 西幕下44枚目 4–3            | 東幕下34枚目 5–2        | 東幕下17枚目 3–4            |
| 1976年 （昭和51年） | 東幕下24枚目 3–4        | 西幕下32枚目 0–1–6      | 西三段目4枚目 休場 0–0–7 | 西三段目49枚目 6–1          | 東三段目10枚目 5–2      | 東幕下42枚目 4–3            |
| 1977年 （昭和52年） | 西幕下33枚目 5–2        | 東幕下18枚目 6–1        | 西幕下4枚目 5–2          | 東十両12枚目 8–7            | 東十両11枚目 7–8        | 西十両13枚目 6–4–5          |
| 1978年 （昭和53年） | 西幕下4枚目 5–2         | 東十両11枚目 9–6        | 東十両8枚目 7–8          | 東十両10枚目 8–7            | 西十両8枚目 優勝 11–4   | 東十両2枚目 6–9             |
| 1979年 （昭和54年） | 東十両7枚目 11–4        | 西前頭13枚目 8–7        | 東前頭9枚目 10–5 敢      | 西前頭筆頭 6–9              | 東前頭5枚目 5–10 ★      | 東前頭10枚目 8–7            |
| 1980年 （昭和55年） | 西前頭5枚目 9–6         | 東小結 6–9              | 西前頭3枚目 5–10 ★       | 西前頭6枚目 9–6             | 東前頭筆頭 5–10 ★       | 西前頭4枚目 8–7             |
| 1981年 （昭和56年） | 東前頭筆頭 8–7          | 東小結 11–4 技          | 東張出関脇 8–7           | 西関脇 6–9                  | 西前頭2枚目 9–6 殊★     | 西小結 7–8                  |
| 1982年 （昭和57年） | 西前頭筆頭 8–7 ★        | 西小結 4–11             | 西前頭4枚目 7–8          | 東前頭5枚目 6–9 ★           | 西前頭8枚目 8–7         | 西前頭4枚目 6–9             |
| 1983年 （昭和58年） | 東前頭7枚目 9–6         | 西小結 6–9              | 東前頭2枚目 8–7          | 東小結 5–10                 | 東前頭4枚目 9–6 殊      | 東関脇 4–11                 |
| 1984年 （昭和59年） | 東前頭6枚目 9–6         | 東前頭筆頭 5–10         | 西前頭5枚目 8–7          | 東小結 7–8                  | 西前頭筆頭 8–7 ★        | 東小結 5–10                 |
| 1985年 （昭和60年） | 東前頭2枚目 5–10        | 東前頭7枚目 8–7         | 西前頭3枚目 5–10         | 東前頭8枚目 8–7             | 東前頭筆頭 5–10         | 西前頭8枚目 9–6             |
| 1986年 （昭和61年） | 東前頭2枚目 7–8         | 東前頭4枚目 6–9 ★       | 西前頭9枚目 9–6          | 西前頭3枚目 6–9             | 東前頭6枚目 7–8         | 東前頭8枚目 8–7             |
| 1987年 （昭和62年） | 東前頭3枚目 4–11        | 西前頭10枚目 9–6        | 西前頭3枚目 4–11         | 西前頭8枚目 8–7             | 西前頭2枚目 4–11        | 西前頭8枚目 8–7             |
| 1988年 （昭和63年） | 東前頭2枚目 4–11        | 西前頭6枚目 7–8         | 西前頭8枚目 7–8          | 東前頭10枚目 8–7            | 東前頭5枚目 5–10        | 東前頭10枚目 8–7            |
| 1989年 （平成元年） | 西前頭5枚目 8–7         | 西前頭2枚目 4–11        | 西前頭8枚目 8–7          | 西前頭4枚目 8–7             | 西前頭2枚目 5–10        | 東前頭7枚目 8–7             |
| 1990年 （平成2年） | 西前頭筆頭 6–9          | 西前頭4枚目 5–10        | 東前頭8枚目 9–6          | 西前頭2枚目 5–10            | 東前頭8枚目 8–7         | 東前頭2枚目 4–11            |
| 1991年 （平成3年） | 西前頭10枚目 8–7        | 西前頭5枚目 6–9         | 東前頭12枚目 7–8         | 西前頭14枚目 8–7            | 西前頭10枚目 6–9        | 西前頭13枚目 7–8            |
| 1992年 （平成4年） | 東前頭15枚目 4–11       | 西十両5枚目 7–8         | 東十両7枚目 引退 4–11–0  | x                           | x                       | x                           |
| 各欄の数字は、「勝ち-負け-休場」を示す。 優勝 引退 休場 十両 幕下 三賞：敢=敢闘賞、殊=殊勲賞、技=技能賞 その他：★=金星 番付階級：幕内 - 十両 - 幕下 - 三段目 - 序二段 - 序ノ口 幕内序列：横綱 - 大関 - 関脇 - 小結 - 前頭（「#数字」は各位内の序列） |                         |                         |                          |                             |                         |                             |

- 1971年11月から1972年3月までは中学生として特別扱い

## 幕内対戦成績
| 力士名   | 勝数 | 負数 | 力士名   | 勝数 | 負数 | 力士名   | 勝数  | 負数 | 力士名      | 勝数 | 負数 |
| -------- | ---- | ---- | -------- | ---- | ---- | -------- | ----- | ---- | ----------- | ---- | ---- |
| 青葉城   | 5    | 4    | 青葉山   | 2    | 0    | 安芸ノ島 | 4     | 2    | 曙          | 0    | 2    |
| 朝潮     | 11   | 25   | 旭國     | 1    | 0    | 旭富士   | 4     | 10   | 天ノ山      | 2    | 4    |
| 荒勢     | 6    | 1    | 板井     | 8    | 14   | 恵那櫻   | 9     | 9    | 大潮        | 2    | 2    |
| 大錦     | 10   | 6    | 大乃国   | 7    | 14   | 大豊     | 2     | 1    | 小城ノ花    | 3    | 0    |
| 魁輝     | 7    | 9    | 影虎     | 1    | 0    | 春日富士 | 4     | 2    | 北勝鬨      | 2    | 6    |
| 北瀬海   | 1    | 0    | 北の湖   | 2    | 20   | 騏乃嵐   | 1     | 5    | 旭豪山      | 1    | 1    |
| 旭道山   | 6    | 4    | 鬼雷砲   | 1    | 1    | 霧島     | 7     | 4    | 起利錦      | 6    | 11   |
| 麒麟児   | 16   | 10   | 久島海   | 2    | 1    | 蔵間     | 12    | 13   | 黒瀬川      | 4    | 3    |
| 黒姫山   | 2    | 2    | 高望山   | 10   | 5    | 港龍     | 2     | 0    | 琴稲妻      | 7    | 5    |
| 琴ヶ梅   | 5    | 11   | 琴風     | 5    | 20   | 琴椿     | 4     | 1    | 琴錦        | 3    | 3    |
| 琴の若   | 0    | 3    | 琴富士   | 6    | 3    | 琴若     | 3     | 2    | 小錦        | 3    | 8    |
| 斉須     | 2    | 2    | 蔵玉錦   | 5    | 1    | 逆鉾     | 11(1) | 11   | 佐田の海    | 13   | 11   |
| 薩洲洋   | 5    | 5    | 陣岳     | 11   | 5    | 神幸     | 1     | 1    | 大こう      | 1    | 0    |
| 太寿山   | 14   | 12   | 大翔鳳   | 1    | 1    | 大翔山   | 0     | 3    | 大善        | 0    | 2    |
| 大徹     | 6    | 7    | 貴闘力   | 2    | 1    | 隆の里   | 5     | 22   | 貴ノ花      | 3    | 5    |
| 孝乃富士 | 18   | 7    | 貴花田   | 1    | 0    | 隆三杉   | 13    | 9    | 高見山      | 7    | 4    |
| 多賀竜   | 11   | 14   | 立洸     | 1    | 0    | 谷嵐     | 0     | 1    | 玉輝山      | 2    | 1    |
| 玉ノ富士 | 0    | 2    | 玉龍     | 7    | 6    | 竹葉山   | 1     | 0    | 千代の富士  | 5(1) | 37   |
| 寺尾     | 5    | 12   | 照の山   | 2    | 1    | 出羽の花 | 12    | 12   | 闘竜        | 14   | 7    |
| 栃赤城   | 3    | 4    | 栃司     | 6    | 4    | 栃剣     | 5     | 2    | 栃乃和歌    | 4    | 3    |
| 栃光     | 11   | 5    | 栃纒     | 0    | 1    | 巴富士   | 1     | 2    | 豊ノ海      | 1    | 5    |
| 南海龍   | 1    | 4    | 花乃湖   | 4    | 3    | 花ノ国   | 2     | 5    | 播竜山      | 1    | 0    |
| 飛騨乃花 | 2    | 3    | 富士櫻   | 7    | 2    | 藤ノ川   | 3     | 1    | 富士乃真    | 3    | 4    |
| 双津竜   | 2    | 1    | 双羽黒   | 1    | 8    | 鳳凰     | 9     | 4    | 北天佑      | 9    | 21   |
| 北勝海   | 4    | 13   | 舞の海   | 2    | 1    | 前乃臻   | 3     | 3    | 増位山      | 2(1) | 5    |
| 舛田山   | 16   | 3    | 益荒雄   | 0    | 3    | 三重ノ海 | 1     | 4    | 三杉磯      | 4    | 5    |
| 三杉里   | 4    | 3    | 水戸泉   | 3    | 6    | 豊山     | 2     | 1    | 両国        | 5    | 7    |
| 若嶋津   | 3    | 23   | 若翔洋   | 1    | 1    | 若瀬川   | 9     | 6    | 若乃花(2代) | 6    | 7    |
| 若花田   | 1    | 2    | 若の富士 | 2    | 0    | 輪島     | 2(1)  | 6    | 鷲羽山      | 4    | 5    |

## 改名歴
- 大真 隆年（だいしん たかとし）1971年5月場所-1973年11月場所
- 大真 克一（- かついち）1974年1月場所-1975年1月場所
- 大真 毅士（- たけし）1975年3月場所-1975年5月場所
- 大真 毅一（- たけかず）1975年7月場所-1976年1月場所
- 大真 毅士（- たけし）1976年3月場所-1977年1月場所
- 大真 毅一（- たけかず）1977年3月場所
- 大真 毅士（- たけし）1977年5月場所-1978年1月場所
- 巨砲 丈士（おおづつ たけし）1978年3月場所-1992年5月場所

## 年寄変遷
- 大嶽 丈士（おおだけ たけし）1992年5月-1997年7月
- 楯山 丈士（たてやま -）1997年7月-2008年9月